# 양수초등학교
양수초등학교는 대한민국 경기도 양평군에 있는 공립 초등학교이다.

## 학교 연혁
- 1946년 9월 1일: 양서국민학교 양수분교 설치
- 1949년 10월 5일: 양수국민학교로 승격

## 참고 자료
- 양수초등학교 - 한국교육학술정보원 학교알리미